# Бухара
Бухара је пети град по величини у Узбекистану. Бухара је један од најстаријих градова Узбекистана. Један је од навећих градова на путу свиле. Бухара је једно време била интелектуални центар исламског света. Један је од два највећа центра Таџика у Узбекистану. Историјски центар Бухаре је на УНЕСКОвом списку светске баштине.

## Историја
Бухара је један од главних центара иранске цивилизације током великог дела историје. Архитектура и археолошки налази су ступови персијске културе и уметности. Бухара је дуго била део Персијског царства.
Порекло становника је од аријске имиграције у подручје. Ирански Согдијани су населили подручје, па је неколико векова после тога персијски постао гловни језик. Последњи емир Бухаре је био Мухамед Алим кан (1880—1944)

### Порекло
Град Бухара је основан 500. п. н. е. Око Бухаре регија је била настањена од 3.000. п. н. е. Ту је постојала Сапали култура. Око 1500. п. н. е. различити фактори, као што су промена климе, технологија гвожђа и долазак Аријеваца изазвали је сеобу становништва према Бухари. Сапали и Аријевци су живели заједно на обали језера. До 1.000. п. н. е. обе групе су се стопиле у јединствену културу. Нова Согдијанска култура цветала је у градовима државама Заравшан долине. Језеро се временом нестајало, а ту су настала 3 утврђена насеља и тако је ту око 500. п. н. е. настао град Бухара.

### Предисламска ера
Бухара је 500. п. н. е. била вазална држава Персијског царства. Касније је освојио Александар Македонски, па постаје део хеленистичког Селеукидског царства, па Грчко-бактријског царства, затим Кушанског царства. Бухара је била култни центар обожавања анахите са одговарајућим храмовима. Једном месечно становништво би замењивало старе идоле новима. Те свечаности заједно са трговином одвијала се у Бухари испред храма. Свечаност је наводно обезбеђивала плодност земље, о којој је становништво зависило. Бухара је тако постала трговачки центар. Како је трговина расла дуж пута свиле, Бухара је постала логичан избор као место трговине. Трговина свилом створила је велики просперитет и раст града, што се завршило око 350. п. н. е. Након пада Кушанског царства Бухару су преузела Хуа племена из Монголије, па је Бухара почела лагано да назадује. У Бухари се налази и доста Јевреја, који су дошли у римска времена.
Пред почетак арапских инвазија Бухара је била упориште припадника зурванитске јереси, као и још две прогањана религиозна покрета унутар Сасанидског царства, а то су били манихејизам и халдејско хришћанство. Када су исламске војске дошле до Бухаре око 650. нашли су вишенационалну, мултирелигиозну децентрализовану скупину малих кнежевина. Изостанак централне власти значио је да су Арапи лако побеђивали, али нису лако могли одржавати територије. Арапи су Бухару заиста освојили тек после битке код Таласа 751. Ислам је постао доминантна религија и остао је до данашњега дана.

### Исламска ера
Бухара је 850. постала престоница персијског Саманидског царства. За време златнога доба Саманида Бухара је постала интелектуални центар исламског света. Најстакнутији исламски учењак Имам ел Бухари је рођен у Бухари. Бухара је била и центар суфизма, а посебно Накшбандијевог реда. Саманиде су 999. свргли караканидски Ујгури. Касније је Бухара била део краљевства Хорезум шахова, што је разјарило Монголе. Џингис-кан је 1220. сравнио град. Бухара се споро опорављала, па је била део чагатајевог каната, затим Тимуридског царства, па Бухарског каната и онда Бухарског емирата, који је трајао до 1920, иако је Бухара била доста времена под руским протекторатом.

### Модерно време
Бухара је постала део руског царства и монета у игри између Русије и Велике Британије. Транскаспијска железница је изграђена кроз Бухару крајем 19. века. Била је кратко независна, па постаје део Совјетског Савеза. Након стварања Совјетског Савеза Таџици су тражили независност, Тада је постојхао само Узбекистан. Руси су подржали Узбеке, па су традиционално и лингвистички ирански градови као Самарканд и Бухара постали део Узбекистана.

## Становништво
| Година       |
| Становништво |
| ------------ |

## Знаменитости

### Исмаил-Самани маузолеј
Једна је од најистакнутијих грађевина централноазијске архитектуре. Саграђен је између 892. и 943. и представља маузолеј Исмаила Саманија, оснивача Саманидске династије.

### Пои Калјан комплекс
Пои Калјан значи „стопало Великог“, а припада архитектонском комплексу великог минарета Калјан
- Калјан минарет, висок је 45,6 m. Кула има пречник од 9 m.
- Калјан џамија завршена је 1514.
- Мири Аран Медреса

## Партнерски градови
- Лахор
- Санта Фе
- Ријеј Малмезон
- Бон
- Кордоба
- Малатија
- Nishapur
- Самарканд
- Кучанд